# 牙槽嵴
牙槽突（英語：alveolar process）或牙槽骨（alveolar bone）是颌骨（在人类是上颌骨和下颌骨）上包含牙槽窝的增厚骨嵴。牙槽突被牙龈覆盖且属口腔的一部分，是上颌或下颌承载牙齿的解剖学结构。
牙槽嵴（英語：alveolar ridge）又称龈嵴、齿龈脊、齿槽脊、牙槽缘（alveolar margin），是口腔内侧位于口腔顶部（上齿和硬腭之间）或位于口腔底部(下齿后)的可以用舌头感觉到的隆起。在语音学中，该词通常特指上齿之后到硬腭之前的部位，即上牙槽嵴。
牙槽突与牙槽嵴两术语虽经常混用且含糊等义，但牙槽突较偏向解剖学名词，而牙槽嵴则较偏向语音学名词。狭义来说，牙槽嵴位置略靠牙槽突背侧，且仅局限在上下颌中央，是可用舌头感觉到的嵴状隆起，多指上牙与硬腭间的口腔顶部，但也可指下牙后方的口腔底部。

## 发音
以舌尖或舌叶接触或接近牙槽嵴来形成阻碍的辅音称为齿龈音。英语中的齿龈音有[t]、[d]、[s]、[z]、[n]、[l]等。发出齿龈音时，舌头接触到（如[t]、[d]、[n]、[l]）或几乎接触到（如[s]、[z]）上牙槽嵴。